# ローアマチュア
ローアマチュアとは、ゴルフ用語で、プロゴルフのオープン競技において、参加したアマチュア選手の中で、もっとも成績が上位の選手のことである。英語では、Low Amateurであり、日本では略称として、ローアマと言われることが多い。
ベストアマと呼ばれる場合もあるが、こちらは和製英語である。
日本におけるもっとも有名なローアマチュアを受賞したもののひとつに、2011年マスターズにおいてローアマチュアに輝いた松山英樹がいる。